# Martti Kalda

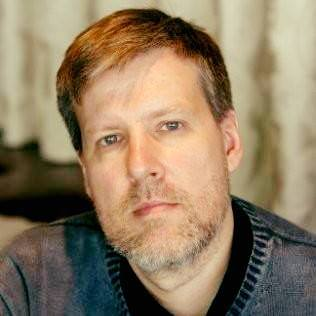
Martti Kalda

Martti Kalda (* 1. Oktober 1973 in Tallinn) ist ein estnischer Orientalist, Übersetzer und Schriftsteller.

## Leben
Kalda machte in Tallinn sein Abitur und studierte anschließend am Estnischen Humanitarinstitut und an der Universität Helsinki vergleichende Religionswissenschaft und Kulturgeschichte Asiens. 2020 wurde er an der Universität Tallinn zum Dr. phil. promoviert. Er lebt als freiberuflicher Orientalist in Tallinn und organisiert u. a. seit 1997 Reisen nach Asien.

## Werk
In seinem wissenschaftlichen Werk befasst sich Kalda vorwiegend mit der altindischen Kultur, beschäftigt sich aber auch allgemeiner mit Fragen der asiatischen Kultur.
Seine Kurzgeschichten bewegen sich an der Grenze zum Absurden, Satirischen und zur Science-Fiction und sind als „Bizarro-Fiction“ charakterisiert worden.

## Bibliografie (Auswahl)

### Wissenschaftliche Arbeiten
- Vana-India ühiskondlik-poliitiliste tekstide käsitlusviise (Summary: Approaches to the Ancient Indian Socio-political texts). Tallinn: Tallinna Ülikool 2020. 280 S.

### Literarisches
- Viimsepäeva laupäeva hommikul ('Am Samstagmorgen des jüngsten Tages'). Tallinn: Tuum 2017. 278 S.
- Printsess ja pühamees ('Die Prinzessin und der Heilige'). Tallinn: Tammerraamat 2018. 126 S.